# 恋人製造法
「恋人製造法」（こいびとせいぞうほう）は、藤子・F・不二雄（発表時は藤子不二雄名義）の漫画短編。片思いの相手のクローンを作るSF作品。
1979年（昭和54年）『週刊少年サンデー』）4月25日増刊号初出。1983年（昭和58年）の『藤子不二雄少年SF短編集』〈てんとう虫コミックス〉第1巻に初収録。以降2010年現在までに7つの短編集に収録されている（#書誌情報を参照）。

## あらすじ
好きな女の子（毛利麻理）に自分の気持ちが伝えられない主人公の内男は、ある日、偶然地球に漂着した宇宙人を見つけだし助ける。そして、宇宙人はお礼にクローン人間を作る装置「インスタント・クローニング装置」を内男にプレゼントし、それで好きな女の子（毛利麻理）のクローンを作る。しかし、作ったばかりのクローン人間は、知能、運動機能の状態は白紙（つまり赤ん坊状態）であり、一から育てる必要があった…。

## 登場人物
内男（うちお）
本作の主人公。宇宙人にプレゼントされたクローニング装置で自分だけの麻理を作り、自分の部屋の中で周囲に隠れて一人で育てていく。ネクラで軽はずみな所があり、また積極性や行動力には乏しい性格。
宇宙人
宇宙船の制御システムが故障して飲まず食わず、地球に漂着した宇宙人。主人公が宇宙人にカップラーメンを食べさせカップラーメンが好みになった。クローン人間をつくる装置「インスタント・クローニング装置」をプレゼントした。
毛利 麻理（もうり まり）
内男の好きなクラスメートの女の子。美人で頭が良く、周囲からの人気も高い。

## 書誌情報
以下の短編集に収録されている。特記のない限り藤子・F・不二雄名義、小学館刊。
- 藤子不二雄『藤子不二雄少年SF短編集1 ひとりぼっちの宇宙戦争』〈てんとう虫コミックス〉1983年12月25日初版発行、ISBN 4-09-140701-3
- 『藤子・F・不二雄 SF全短篇2 みどりの守り神』中央公論社〈中公愛蔵版〉1987年3月20日初版発行、ISBN 4-12-001557-2
- 『少年SF短篇5 恋人製造法』中央公論社〈藤子不二雄ランド〉通巻243巻、1989年6月16日初版発行、ISBN 4-12-410243-7
- 『藤子・F・不二雄少年SF短編集1 未来ドロボウ』〈小学館コロコロ文庫〉 1996年05月20日初版発行（4月26日発売[2]）、ISBN 4-09-194035-8
- 『藤子・F・不二雄SF短編PERFECT版6 パラレル同窓会』2001年1月20日初版発行（前年12月21日発売[3]）、ISBN 4-09-176206-9
- 『少年SF短編1』〈藤子・F・不二雄大全集〉通巻074巻、2010年9月29日初版第一刷発行（9月24日発売[4]）、ISBN 978-4-09-143439-5、A5判
- 『藤子・F・不二雄SF短編集』〈My First BIG〉廉価版